# 李晏 (北朝)
李晏（？—576年），河南郡洛阳县（今河南省洛阳市东）人，祖籍辽东郡襄平县（今辽宁省辽阳市），北周将领，赵国公李弼的第六子。
他的哥哥有李曜、李晖、李衍、李纶，弟弟有李椿。周武帝建德年间，李晏官至开府仪同三司、大将军、赵郡公。跟随周武帝攻打北齐，在并州死去。因李晏死于王事，其子李璟即袭其爵赵郡公。